# Persimmon plc
Persimmon plc  ist das größte Bauunternehmen in Großbritannien nach Marktkapitalisierung. Das Unternehmen ist an der Londoner Börse gelistet und ist Teil des FTSE 100 Index. Der Sitz befindet sich in York, England. Das Unternehmen wurde nach einem Rennpferd benannt, das 1896 ein Derby und St. Leger für den Fürsten von Wales gewann.

## Geschichte
Persimmon wurde 1972 von Duncan Davidson gegründet. Davidson begann mit der Entwicklung seines Unternehmens in Yorkshire. 1984 kaufte Persimmon die Firma Sketchmead. Das vergrößerte Unternehmen wurde 1985 an der London Stock Exchange gelistet. Zu diesem Zeitpunkt baute das Unternehmen jährlich rund 1000 Häuser. Die stetige regionale Expansion führte bis 1988 zu einem Volumen von bis zu 2000 Häusern mit einem Ziel von 4000 nach der Wohnungsrezession. Im Jahr 1995 begann Persimmon mit einer Reihe von wichtigen Akquisitionen. Ideal Homes, zuvor das größte Bauunternehmen des Landes und dann Teil des Trafalgar House, wurde gekauft, was der Gruppe eine deutlich stärkere Präsenz im Südosten bescherte. Es folgte der Kauf des schottischen Wohnungsunternehmens John Laing plc und Tilbury Douglas Homes.

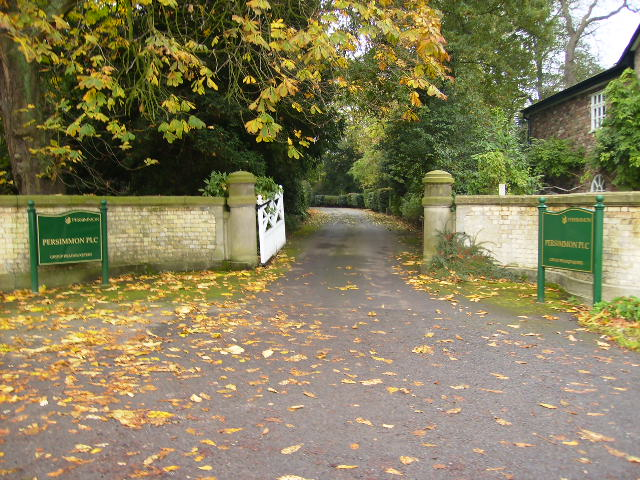
Eingang zum Firmengelände von Persimmon plc in York

Im Jahr 2001 erwarb Persimmon Beazer Homes UK, wodurch es zum größten Bauunternehmen in Großbritannien aufstieg und die Bauleistung auf über 12.000 Häuser pro Jahr steigern konnte. Zum Unternehmen gehört auch Charles Church, in Großbritannien bekannt für exklusiven Hausbau.
Im Januar 2006 erwarb Persimmon das Unternehmen Westbury plc., einen britischen Konkurrenten im Baugewerbe.
Durch das Delisting von Dechra Pharmaceuticals stieg Persimmon Anfang 2024 in den FTSE 100 auf.